# 段颖
段颖（1982年10月—），女，彝族，贵州兴仁人，中华人民共和国政治人物。在职硕士研究生学历，2004年9月参加工作，2002年10月加入中国共产党。曾任云南省投资促进局局长。

## 生平
1982年10月，段颖出生在贵州省兴仁县。
2004年9月，段颖在昆明市西山区林业局工作。2008年6月，段颖升任中共嵩明县委书记王春燕的助理，2009年8月起兼任嵩明杨林工业园区党工委副书记、纪工委书记。2011年5月，段颖升任中共嵩明县委常委、宣传部部长。
2012年10月，段颖调任中共泸西县委副书记、副县长、代县长、县长。2016年1月，段颖转任红河哈尼族彝族自治州商务局党组书记、局长，同时兼任红河哈尼族彝族自治州政府口岸办主任。2017年10月，段颖出任红河哈尼族彝族自治州发展和改革委员会党组书记、主任。
2017年12月，段颖出任中国共产主义青年团云南省委员会党组成员、副书记。2021年1月，段颖出任云南省投资促进局党组书记、局长。曾是中华人民共和国最年轻正厅级干部。

### 落马
2021年12月，时任云南省应急管理厅党委委员、副厅长的王春燕主动投案。
2022年8月9日，段颖因涉嫌严重违纪违法，接受云南省纪委监委纪律审查和监察调查。
2023年2月17日，段颖遭到开除党籍、开除公职处分，官方公布她的问题包括“与他人搞权色交易；私德不正，与多人发生不正当性关系”等。